# 당당치킨
당당치킨은 홈플러스에서 2022년 6월 30일 출시한 치킨이다. 가격은 한 마리당 6,990원, 두 마리에는 9,900원으로 기존 유명 치킨 전문점 가격의 3분의 1 수준이다. 출시 이후부터 8월 10일까지 당당치킨은 32만 마리가 판매되었고 이는 1분에 5마리씩 판매된 정도의 판매량이다. 홈플러스 관계자는 당당치킨은 6,990원에 팔아도 마진이 남는다고 밝혔으며, 이로 인해 인터넷상에서 소비자와 자영업자, 식품업계 간의 가격 논쟁이 촉발되었다. 이렇게 저가 판매가 가능한 방법에 대해 대형마트 측에서는 주요 재료를 대량 매입해 단가를 낮추고, 프랜차이즈 가맹 비용이 들지 않는 단순한 유통 구조 덕분이라고 밝혔다.
홈플러스에서는 5,000마리 한정으로 7월 16일 초복에는 4,990원에 당당치킨을 판매했으며, 8월 15일 말복에는 5,000마리 한정으로 5,990원에 판매하였다. 이때 매장이 열기 전부터 기다렸다가 바로 구매하는 오픈런이 다수 홈플러스 매장에서 일어났고, 1시간 만에 매진되는 모습도 보였다.

## 같이 보기
- 통큰치킨